# Lovely Van der Venne
Lovely Van der Venne is een personage uit de VTM-televisieserie Familie. Het personage werd van 1993 tot 1994 gespeeld door Lovely Van Broeck. Bij haar terugkeer in 2003 tot in 2006 werd de rol gespeeld door Vandana De Boeck, die de rol in 2013 voor 1 aflevering hernam.

## Overzicht
Lovely Van der Venne is het adoptiedochtertje van Ben Van der Venne en Marleen Van den Bossche. Wanneer het koppel de aankomst van hun kindje wil vieren, wordt Marleen aangereden door een auto en sterft ze. Ben komt alleen voor de opvoeding van de kleine Lovely te staan, en na een tijdje verhuizen ze naar Afrika.
Jaren later staat Lovely plots voor de deur van Anna Dierckx. Haar vader Ben is intussen overleden en ze wil graag de band met de Van den Bossches weer aanhalen. Ze wil bovendien werk maken van haar studies.
Lovely is een knappe verschijning en dat zal Kobe Dierckx geweten hebben. De twee beleven een avontuurtje, maar ze kwetst hem wanneer blijkt dat ze niet uit is op een echte relatie. Later wordt ze verliefd op Koen Lamoen en treedt het koppel in het huwelijk.
Wanneer Koen plots in paardrijden zijn nieuwe hobby vindt en hij hele dagen op de manege doorbrengt, begint Lovely aan hem te twijfelen. Ze ontdekt dat hij een affaire heeft met Virginie Daerden en breekt met hem. Koen vertrekt naar Egypte, maar Lovely komt tot inkeer en wil hem een nieuwe kans geven. Ze reist hem achterna, maar eens daar aangekomen ontdekt ze dat Virginie met hem is meegereisd. Ze keert woedend terug naar België.
Lovely kan haar draai niet langer vinden. Ze besluit terug te keren naar haar geboorteland in Afrika en daar de draad weer op te nemen.